# 2024年サンパウログランプリ
2024年サンパウログランプリ（英: 2024 São Paulo Grand Prix、正式名称: Formula 1 Lenovo Grande Prêmio de São Paulo 2024）は、2024年のF1世界選手権第21戦として、2024年11月3日にインテルラゴス・サーキットで開催された。

## 背景
タイヤ
ピレリが持ち込んだドライ用タイヤのコンパウンドはハード（白）：C3、ミディアム（黄）：C4、ソフト（赤）：C5で、前年より1段階柔らかい組み合わせに変更された。
| ドライ用   | ドライ用       | ドライ用   | ウェット用           | ウェット用   |
| C3         | C4             | C5         | インターミディエイト | フルウェット |
| ---------- | -------------- | ---------- | -------------------- | ------------ |
| （ハード） | （ミディアム） | （ソフト） | （小雨用）           | （大雨用）   |
DRS：2箇所
※（　）内は検知ポイント
- DRS1：ターン3の30m先から（ターン2のエイペックス）
- DRS2：ターン15の160m手前から（ターン13の30m先）

サーキット
本GPの開催を前に路面が再舗装された。表面が前年より黒くなり、日差しの熱を吸収しやすくなったことで、新しい組み合わせとなったタイヤにも影響が出る可能性がある。
アイルトン・セナの没後30年追悼イベント
3度のドライバーズチャンピオンを獲得したブラジルの英雄アイルトン・セナの没後30年を追悼するイベント「SENNA SEMPRE」が実施される。同イベントはホンダとマクラーレンの協力の下、2度目のチャンピオンを獲得した1990年のマクラーレン・MP4/5Bをルイス・ハミルトンがデモランする。

## エントリー
レギュラードライバー
- ハース：ケビン・マグヌッセンが体調不良のため、金曜日のFP1とスプリント予選を欠場することが決定。これに伴い、リザーブドライバーのオリバー・ベアマンが少なくとも土曜日のスプリントまで代走を務め、マグヌッセンの体調次第で予選と決勝の出場可否を決めるとしていたが、金曜日のセッション終了後にベアマンが決勝まで参加すると発表された。

## フリー走行

### FP1
2024年11月1日 11:30 BRT (UTC-3)
（特記のない出典：）
- 気温：26 °C (79 °F) 路面温度：53 °C (127 °F) 天候：晴 路面状況：ドライ

セッション開始を前にマックス・フェルスタッペンはパワーユニット（PU）のうち、6基目のエンジン（ICE）と7基目のエキゾースト（EX）に交換した。ICEは年間最大使用数の4基を超えているため、決勝で5グリッド降格ペナルティを受けることになった。
ランド・ノリスがトップタイムを記録し、ケビン・マグヌッセンの体調不良により代走を務めるオリバー・ベアマンが3番手タイムをマークした。前戦メキシコシティGPに続き体調不良で木曜日の記者会見を欠席していたフェルナンド・アロンソは本GPも無事参加した。

#### FP1の結果
| 順位  | ドライバー   | コンストラクター | タイム   |
| ----- | ------------ | ---------------- | -------- |
| 1     | L.ノリス     | マクラーレン     | 1:10.610 |
| 2     | G.ラッセル   | メルセデス       | 1:10.791 |
| 3     | O.ベアマン   | ハース           | 1:10.805 |
| 4     | O.ピアストリ | マクラーレン     | 1:10.950 |
| 5     | A.アルボン   | ウィリアムズ     | 1:10.955 |
| 出典: |              |                  |          |

- 注: トップ5まで掲載。

## スプリント予選
2024年11月1日 15:30 BRT (UTC-3)
（特記のない出典：）
- 気温：22 °C (72 °F) 路面温度：43 °C (109 °F) 天候：曇 路面状況：ドライ

オスカー・ピアストリがスプリントのポールポジションを獲得した。SQ1とSQ2でトップタイムだったランド・ノリスはSQ3最初のアタックでもトップタイムを記録するが、ピアストリがラストアタックでノリスのタイムを更新して2番手に後退。しかしノリスのタイムを上回るドライバーは現れず、結果的にマクラーレンがフロントローを独占した。2列目はシャルル・ルクレールとマックス・フェルスタッペン、3列目はカルロス・サインツとジョージ・ラッセルがそれぞれ並ぶ。急遽出場となったオリバー・ベアマンは8番手相当の1分9秒879を出していたが、トラックリミット違反によりタイムが抹消されて10番手となった。リアム・ローソンはSQ3へ進出して8番手を獲得したが、角田裕毅はSQ1で敗退し18番手（アストンマーティン勢と周冠宇がピットレーンスタートとなったため、スターティンググリッドは17番手）に終わった。

### スプリント予選の結果
| 順位                | No. | ドライバー                 | コンストラクター                        | SQ1      | SQ2      | SQ3      | Grid |
| ------------------- | --- | -------------------------- | --------------------------------------- | -------- | -------- | -------- | ---- |
| 1                   | 81  | オスカー・ピアストリ       | マクラーレン-メルセデス                 | 1:10.265 | 1:09.239 | 1:08.899 | 1    |
| 2                   | 4   | ランド・ノリス             | マクラーレン-メルセデス                 | 1:09.477 | 1:09.063 | 1:08.928 | 2    |
| 3                   | 16  | シャルル・ルクレール       | フェラーリ                              | 1:10.388 | 1:09.248 | 1:09.153 | 3    |
| 4                   | 1   | マックス・フェルスタッペン | レッドブル-ホンダ・RBPT                 | 1:10.409 | 1:09.489 | 1:09.219 | 4    |
| 5                   | 55  | カルロス・サインツ         | フェラーリ                              | 1:10.503 | 1:09.500 | 1:09.257 | 5    |
| 6                   | 63  | ジョージ・ラッセル         | メルセデス                              | 1:10.479 | 1:09.683 | 1:09.443 | 6    |
| 7                   | 10  | ピエール・ガスリー         | アルピーヌ-ルノー                       | 1:10.630 | 1:09.610 | 1:09.622 | 7    |
| 8                   | 30  | リアム・ローソン           | RB-ホンダ・RBPT                         | 1:10.576 | 1:09.827 | 1:09.941 | 8    |
| 9                   | 23  | アレクサンダー・アルボン   | ウィリアムズ-メルセデス                 | 1:10.366 | 1:09.844 | 1:10.078 | 9    |
| 10                  | 50  | オリバー・ベアマン         | ハース-フェラーリ                       | 1:10.442 | 1:09.629 | No Time  | 10   |
| 11                  | 44  | ルイス・ハミルトン         | メルセデス                              | 1:10.625 | 1:09.941 | n/a      | 11   |
| 12                  | 27  | ニコ・ヒュルケンベルグ     | ハース-フェラーリ                       | 1:10.466 | 1:09.964 | n/a      | 12   |
| 13                  | 11  | セルジオ・ペレス           | レッドブル-ホンダ・RBPT                 | 1:10.392 | 1:10.024 | n/a      | 13   |
| 14                  | 43  | フランコ・コラピント       | ウィリアムズ-メルセデス                 | 1:10.470 | 1:10.275 | n/a      | 14   |
| 15                  | 77  | バルテリ・ボッタス         | キック・ザウバー-フェラーリ             | 1:10.861 | 1:10.595 | n/a      | 15   |
| 16                  | 14  | フェルナンド・アロンソ     | アストンマーティン・アラムコ-メルセデス | 1:10.978 | n/a      | n/a      | PL 1 |
| 17                  | 31  | エステバン・オコン         | アルピーヌ-ルノー                       | 1:11.052 | n/a      | n/a      | 16   |
| 18                  | 22  | 角田裕毅                   | RB-ホンダ・RBPT                         | 1:11.121 | n/a      | n/a      | 17   |
| 19                  | 18  | ランス・ストロール         | アストンマーティン・アラムコ-メルセデス | 1:11.280 | n/a      | n/a      | PL 1 |
| 20                  | 24  | 周冠宇                     | キック・ザウバー-フェラーリ             | 1:12.978 | n/a      | n/a      | PL 2 |
| 107% time: 1:14.340 |     |                            |                                         |          |          |          |      |
| 出典:               |     |                            |                                         |          |          |          |      |

追記
- ^1 - アストンマーティン勢（アロンソとストロール）はパルクフェルメ下でボディワークとサスペンションのセッティングを変更したため、スプリントはピットレーンスタート[19][20][21][16]
- ^2 - 周はパルクフェルメ下でサスペンションのセッティングを変更したため、スプリントはピットレーンスタート[19][22][16]

## スプリント
2024年11月2日 11:00 BRT (UTC-3)
（特記のない出典: ）
- 4.309 km × 24周 - 0.060 km（オフセット）＝ 103.356 km[24]
- 気温：28 °C (82 °F) 路面温度：49 °C (120 °F) 天候：晴 路面状況：ドライ

レース終盤に入った21周目にニコ・ヒュルケンベルグがマシントラブルによりコース脇へマシンを止め、黄旗が出された後にバーチャル・セーフティカー（VSC）が導入された。その直前にマクラーレンはチームオーダーを発令し、スタートから首位を走行していたオスカー・ピアストリが2位のランド・ノリスに首位の座を譲り、ノリスがスプリントを制した。
ノリスと直接のタイトル争いをするマックス・フェルスタッペンは18周目にシャルル・ルクレールを抜いて3位に浮上し、マクラーレン勢に迫ろうとしたがVSCの導入により阻まれた。しかも、フェルスタッペンはVSC導入時にFIA ECUが設定した最低タイムより速く走行してしまい、レース後に5秒ペナルティが科せられて3位から4位へ降格となり、フェルスタッペンとノリスのポイント差は44点に縮まった。

### スプリントの結果
| 順位  | No. | ドライバー                 | コンストラクター                        | 周回数 | タイム/リタイア原因 | Grid | Pts. |
| ----- | --- | -------------------------- | --------------------------------------- | ------ | ------------------- | ---- | ---- |
| 1     | 4   | ランド・ノリス             | マクラーレン-メルセデス                 | 24     | 29:46.045           | 2    | 8    |
| 2     | 81  | オスカー・ピアストリ       | マクラーレン-メルセデス                 | 24     | +0.593              | 1    | 7    |
| 3     | 16  | シャルル・ルクレール       | フェラーリ                              | 24     | +5.656              | 3    | 6    |
| 4     | 1   | マックス・フェルスタッペン | レッドブル-ホンダ・RBPT                 | 24     | +6.497 1            | 4    | 5    |
| 5     | 55  | カルロス・サインツ         | フェラーリ                              | 24     | +7.224              | 5    | 4    |
| 6     | 63  | ジョージ・ラッセル         | メルセデス                              | 24     | +12.475             | 6    | 3    |
| 7     | 10  | ピエール・ガスリー         | アルピーヌ-ルノー                       | 24     | +18.161             | 7    | 2    |
| 8     | 11  | セルジオ・ペレス           | レッドブル-ホンダ・RBPT                 | 24     | +18.717             | 13   | 1    |
| 9     | 30  | リアム・ローソン           | RB-ホンダ・RBPT                         | 24     | +20.773             | 8    |      |
| 10    | 23  | アレクサンダー・アルボン   | ウィリアムズ-メルセデス                 | 24     | +24.606             | 9    |      |
| 11    | 44  | ルイス・ハミルトン         | メルセデス                              | 24     | +29.764             | 11   |      |
| 12    | 43  | フランコ・コラピント       | ウィリアムズ-メルセデス                 | 24     | +33.233             | 14   |      |
| 13    | 31  | エステバン・オコン         | アルピーヌ-ルノー                       | 24     | +34.128             | 16   |      |
| 14    | 50  | オリバー・ベアマン         | ハース-フェラーリ                       | 24     | +35.507             | 10   |      |
| 15    | 22  | 角田裕毅                   | RB-ホンダ・RBPT                         | 24     | +41.374             | 17   |      |
| 16    | 77  | バルテリ・ボッタス         | キック・ザウバー-フェラーリ             | 24     | +43.231             | 15   |      |
| 17    | 24  | 周冠宇                     | キック・ザウバー-フェラーリ             | 24     | +54.139             | PL   |      |
| 18    | 14  | フェルナンド・アロンソ     | アストンマーティン・アラムコ-メルセデス | 24     | +56.537             | PL   |      |
| 19    | 18  | ランス・ストロール         | アストンマーティン・アラムコ-メルセデス | 24     | +57.983             | PL   |      |
| Ret   | 27  | ニコ・ヒュルケンベルグ     | ハース-フェラーリ                       | 19     | パワーユニット      | 12   |      |
| 出典: |     |                            |                                         |        |                     |      |      |

追記
- ^1 - フェルスタッペンはバーチャル・セーフティカー（VSC）導入中の最低タイムよりも速く走ったため、5秒のタイムペナルティ（フィニッシュ後の裁定だったため、レースタイムに5秒加算）とペナルティポイント1点（累積7点）が科せられた[25][28]

勝者ランド・ノリスの平均速度
- 208.327 km/h (129.448 mph)

ファステストラップ
- セルジオ・ペレス - 1:11.678（24周目）

ラップリーダー
太字は最多ラップリーダー
- オスカー・ピアストリ - 21周 (1-21)
- ランド・ノリス - 3周 (22-24)

## 予選
2024年11月3日 7:30 BRT (UTC-3) ※当初の開始時刻は11月2日 15:00 (UTC-3)
（特記のない出典：）
- 気温：19 °C (66 °F) 路面温度：22 °C (72 °F) 天候：雨 路面状況：ウェット

当初の開始時刻であった土曜日の15時を前に大雨が降り出し、何度か開始を遅らせてきたが天候は回復せず、日没が近づいた16時45分に日曜日の朝への延期が決まった。
日曜日も朝から雨模様だったが、前日より雨量が少なかったためQ1は遅れることなく開始された。
Q1でフランコ・コラピントが、Q2でカルロス・サインツとランス・ストロールが、Q3でフェルナンド・アロンソとアレクサンダー・アルボンがそれぞれクラッシュを喫し、合計5回の赤旗が出される大荒れの展開となる中、ランド・ノリスがポールポジションを獲得した。ジョージ・ラッセルがノリスに続く2番手を獲得しフロントローに並んだ。角田裕毅が自己ベストとなる3番手を獲得し、チームメイトのリアム・ローソンも5番手となり、RB勢が大健闘を見せた。逆にレッドブル勢はQ2終盤に起きたストロールのクラッシュによる赤旗（残り時間が46秒と短かったため、そのままセッション終了となった）でタイム更新の機会を失い2台とも敗退し、ルイス・ハミルトンはQ1で敗退を喫した。

### 予選結果
| 順位                  | No. | ドライバー                 | コンストラクター                        | Q1       | Q2       | Q3       | Grid |
| --------------------- | --- | -------------------------- | --------------------------------------- | -------- | -------- | -------- | ---- |
| 1                     | 4   | ランド・ノリス             | マクラーレン-メルセデス                 | 1:30.944 | 1:24.844 | 1:23.405 | 1    |
| 2                     | 63  | ジョージ・ラッセル         | メルセデス                              | 1:29.121 | 1:26.307 | 1:23.578 | 2    |
| 3                     | 22  | 角田裕毅                   | RB-ホンダ・RBPT                         | 1:29.172 | 1:26.464 | 1:24.111 | 3    |
| 4                     | 31  | エステバン・オコン         | アルピーヌ-ルノー                       | 1:29.171 | 1:26.206 | 1:24.475 | 4    |
| 5                     | 30  | リアム・ローソン           | RB-ホンダ・RBPT                         | 1:30.758 | 1:25.654 | 1:24.484 | 5    |
| 6                     | 16  | シャルル・ルクレール       | フェラーリ                              | 1:29.839 | 1:26.097 | 1:24.525 | 6    |
| 7                     | 23  | アレクサンダー・アルボン   | ウィリアムズ-メルセデス                 | 1:29.072 | 1:25.889 | 1:24.657 | 7    |
| 8                     | 81  | オスカー・ピアストリ       | マクラーレン-メルセデス                 | 1:30.114 | 1:25.179 | 1:24.686 | 8    |
| 9                     | 14  | フェルナンド・アロンソ     | アストンマーティン・アラムコ-メルセデス | 1:30.207 | 1:25.035 | 1:28.998 | 9    |
| 10                    | 18  | ランス・ストロール         | アストンマーティン・アラムコ-メルセデス | 1:30.580 | 1:26.334 | No Time  | 10   |
| 11                    | 77  | バルテリ・ボッタス         | キック・ザウバー-フェラーリ             | 1:30.633 | 1:26.472 | n/a      | 11   |
| 12                    | 1   | マックス・フェルスタッペン | レッドブル-ホンダ・RBPT                 | 1:28.522 | 1:27.771 | n/a      | 17 1 |
| 13                    | 11  | セルジオ・ペレス           | レッドブル-ホンダ・RBPT                 | 1:30.035 | 1:28.158 | n/a      | 12   |
| 14                    | 55  | カルロス・サインツ         | フェラーリ                              | 1:30.303 | 1:29.406 | n/a      | PL 2 |
| 15                    | 10  | ピエール・ガスリー         | アルピーヌ-ルノー                       | 1:29.420 | 1:29.614 | n/a      | 13   |
| 16                    | 44  | ルイス・ハミルトン         | メルセデス                              | 1:31.150 | n/a      | n/a      | 14   |
| 17                    | 50  | オリバー・ベアマン         | ハース-フェラーリ                       | 1:31.229 | n/a      | n/a      | 15   |
| 18                    | 43  | フランコ・コラピント       | ウィリアムズ-メルセデス                 | 1:31.270 | n/a      | n/a      | 16   |
| 19                    | 27  | ニコ・ヒュルケンベルグ     | ハース-フェラーリ                       | 1:31.623 | n/a      | n/a      | 18   |
| 20                    | 24  | 周冠宇                     | キック・ザウバー-フェラーリ             | 1:32.263 | n/a      | n/a      | 19   |
| 107% time: 1:34.718 3 |     |                            |                                         |          |          |          |      |
| 出典:                 |     |                            |                                         |          |          |          |      |

追記
- ^1 - フェルスタッペンはFP1で年間最大使用数を超えるパワーユニットのエレメント（6基目のICE（エンジン））[注 3]に交換したため5グリッド降格[13][35]
- ^2 - サインツはパルクフェルメ下で年間最大使用数を超えるパワーユニットのエレメント（5基目のICE / TC（ターボチャージャー） / MGU-H /MGU-K、3基目のES（エナジーストア） / CE（コントロールエレクトロニクス））[注 3]とギアボックスのエレメント（6基目のGBX C & C（ギアボックス・ケース及びカセット） / GBX DL（駆動部品、ギアチェンジ、補助部品））[注 6]に交換したためピットレーンスタート[37][38]
- ^3 - ウェットコンディションで行われたため、107%ルールは適用されなかった[39][注 7]

## 決勝
2024年11月3日 12:30 BRT (UTC-3) ※当初の開始時刻は14:00 (UTC-3)
（特記のない出典：）
- 気温：23 °C (73 °F) 路面温度：25 °C (77 °F) 天候：曇時々雨 路面状況：ウェット

日曜日も悪天候が予想されていたため、開始時間が14時から12時30分に前倒しされた。予選Q3でクラッシュしたアレクサンダー・アルボンはマシンの損傷が激しく、決勝開始までに修復作業が間に合わないため欠場した。

### レース結果
| 順位  | No. | ドライバー                 | コンストラクター                        | 周回数 | タイム/リタイア原因 | Grid | Pts.  |
| ----- | --- | -------------------------- | --------------------------------------- | ------ | ------------------- | ---- | ----- |
| 1     | 1   | マックス・フェルスタッペン | レッドブル-ホンダ・RBPT                 | 69     | 2:06:54.430         | 17   | 26 FL |
| 2     | 31  | エステバン・オコン         | アルピーヌ-ルノー                       | 69     | +19.477             | 4    | 18    |
| 3     | 10  | ピエール・ガスリー         | アルピーヌ-ルノー                       | 69     | +22.532             | 13   | 15    |
| 4     | 63  | ジョージ・ラッセル         | メルセデス                              | 69     | +23.265             | 2    | 12    |
| 5     | 16  | シャルル・ルクレール       | フェラーリ                              | 69     | +30.177             | 6    | 10    |
| 6     | 4   | ランド・ノリス             | マクラーレン-メルセデス                 | 69     | +31.372             | 1    | 8     |
| 7     | 22  | 角田裕毅                   | RB-ホンダ・RBPT                         | 69     | +42.056             | 3    | 6     |
| 8     | 81  | オスカー・ピアストリ       | マクラーレン-メルセデス                 | 69     | +44.943 1           | 8    | 4     |
| 9     | 30  | リアム・ローソン           | RB-ホンダ・RBPT                         | 69     | +50.452             | 5    | 2     |
| 10    | 44  | ルイス・ハミルトン         | メルセデス                              | 69     | +50.753             | 14   | 1     |
| 11    | 11  | セルジオ・ペレス           | レッドブル-ホンダ・RBPT                 | 69     | +51.531             | 12   |       |
| 12    | 50  | オリバー・ベアマン 2       | ハース-フェラーリ                       | 69     | +57.085             | 15   |       |
| 13    | 77  | バルテリ・ボッタス         | キック・ザウバー-フェラーリ             | 69     | +1:03.588           | 11   |       |
| 14    | 14  | フェルナンド・アロンソ     | アストンマーティン・アラムコ-メルセデス | 69     | +1:18.049           | 9    |       |
| 15    | 24  | 周冠宇                     | キック・ザウバー-フェラーリ             | 69     | +1:19.649           | 19   |       |
| Ret   | 55  | カルロス・サインツ         | フェラーリ                              | 38     | アクシデント        | PL   |       |
| Ret   | 43  | フランコ・コラピント       | ウィリアムズ-メルセデス                 | 30     | アクシデント        | 16   |       |
| DSQ   | 27  | ニコ・ヒュルケンベルグ 3   | ハース-フェラーリ                       | 30     | 失格                | 18   |       |
| DNS   | 18  | ランス・ストロール         | アストンマーティン・アラムコ-メルセデス | 0      | アクシデント        | 10   |       |
| DNS   | 23  | アレクサンダー・アルボン   | ウィリアムズ-メルセデス                 |        | 車両ダメージ        | 7    |       |
| WD    | 20  | ケビン・マグヌッセン       | ハース-フェラーリ                       |        | 体調不良            |      |       |
| 出典: |     |                            |                                         |        |                     |      |       |

追記
- フォーメーションラップが2回やり直しとなったため、当初の予定だった71周から69周に減算された
- ^FL - ファステストラップの1点を含む
- ^1 - ピアストリはローソンと接触した件の責任を問われ、10秒のタイムペナルティ（ペナルティ未消化のため、レースタイムに10秒加算）とペナルティポイント2点（累積2点）が科せられた[46]
- ^2 - ベアマンはコラピントと接触した件の責任を問われ、10秒のタイムペナルティ（ピットインで消化）とペナルティポイント2点（累積2点）が科せられた[47]
- ^3 - ヒュルケンベルグはマーシャルの押しがけにより再発進したため失格[48]

勝者マックス・フェルスタッペンの平均速度
- 140.540 km/h (87.328 mph)

ファステストラップ
- マックス・フェルスタッペン - 1:20.472（67周目）

ラップリーダー
太字は最多ラップリーダー
- ジョージ・ラッセル - 28周 (1-28)
- エステバン・オコン - 14周 (29-42)
- マックス・フェルスタッペン - 27周 (43-69)

## 達成された主な記録
（特記のない出典：）
ドライバー
- 17番手スタートから優勝: マックス・フェルスタッペン - 1982年デトロイトGPのジョン・ワトソンと2005年日本GPのキミ・ライコネンに次ぐ3人目で4位タイ[52][注 8]
- 150回目の出走: ピエール・ガスリー

## 第21戦終了時点のランキング
|       | 順位 | ドライバー                 | ポイント |
| ----- | ---- | -------------------------- | -------- |
|       | 1    | マックス・フェルスタッペン | 393      |
|       | 2    | ランド・ノリス             | 331      |
|       | 3    | シャルル・ルクレール       | 307      |
|       | 4    | オスカー・ピアストリ       | 262      |
|       | 5    | カルロス・サインツ         | 244      |
| 出典: |      |                            |          |

|       | 順位 | コンストラクター                        | ポイント |
| ----- | ---- | --------------------------------------- | -------- |
|       | 1    | マクラーレン-メルセデス                 | 593      |
|       | 2    | フェラーリ                              | 557      |
|       | 3    | レッドブル-ホンダ・RBPT                 | 544      |
|       | 4    | メルセデス                              | 382      |
|       | 5    | アストンマーティン・アラムコ-メルセデス | 86       |
| 出典: |      |                                         |          |

- 注：いずれもトップ5まで掲載。